# Ischnocnema surda
Ischnocnema surda es una especie de anfibio anuro de la familia Brachycephalidae.

## Distribución geográfica
Esta especie es endémica de Brasil. Se encuentra entre los 750 y 950 metros sobre el nivel del mar en la Serra do Espinhaço en los estados de Bahía y Minas Gerais.

## Publicación original
- Canedo, Pimenta, Leite & Caramaschi, 2010: New species of Ischnocnema (Anura: Brachycephalidae) from the state of Minas Gerais, southeastern Brazil, with comments on the I. verrucosa species series. Copeia, vol. 2010, n.º 4, p. 629-634.[2]